# Лондонски метро
Лондонски метро (енгл. London Underground или под надимком "the Tube") је систем градског превоза електричном железницом који делује како над, тако и испод земље лондонског метрополитанског подручја. То је најстарији систем подземне железнице на свету. Прва линија отворена је 10. јануара 1863. године.
Постоји 275 станица и 408 km активних линија. У периоду између 2006. и 2007. године, метро је користило преко милијарду људи, што представља нов рекорд, а уједно значи и да дневно, Лондонски метро у просеку превезе преко три милиона људи, односно око 3,4 милиона радним данима.
7. јула 2005. Лондонски метро постао је мета самоубилачких терористичких напада.

## Историја

### Почеци
Првих деценија 19. века, са индустријским развитком и порастом броја становника, у Лондону се јавља озбиљан проблем са превозом. 
За овај растући проблем јавило се јасно решење – развитак подземне железнице.
У то време, у Уједињеном Краљевству и ширем подручју Лондона оперисао је низ железничких компанија. Прва компанија која је почела са изградњом била је Metropolitan Railways.
Метод који је у почетку коришћен био је, са данашње тачке гледишта, крајње неефикасан иако наизглед једноставан. Након трасирања линије приступало се изградњи. Одговарајућа улица, испод које је подземна требало да пролази, била би ископана до одређене дубине. Накона тога постављане су шине и грађен тунел од цигала. По завршетку изградње тунел се поново закопавао.
Метод је познат као “cut-and-cover” (“исеци и покри”).
Прва траса била је између Педингтона и улице Ферингдон и била је дуга око 4 километра. Опслуживали су је возови са парним локомотивама (парни возови ће остати у употреби све до 1971) који су ишли на сваких десет минута. Већ првог дана 40.000 људи се превезло овим новим транспортним системом.

### Даљи развитак
Увидевши очигледну исплативост ове идеје низ других железничких компанија се прикључило у надолазећим годинама.
Следећа траса била је између Вестминстера и Јужног Кенсингтона. Ове две прве трасе ће се касније повезати и заједно са другим деловима оне оформљавају данашњу Кружну линију. Дакле, исти тунели су још увек у употреби.
За прелазак преко Темзе, од 1869. у употреби је тунел испод саме реке који су изградили отац и син Брунел. Био је то први тунел такве врсте на свету. Ускоро је отворена још једна линија са тунелом испод Темзе – између Тауера и Бермондзија. Ову линију су опслуживали вагони вучени сајлама.
Даљим развитком система, мане “cut-and-cover” метода постајале су све очигледније. Затварање саобраћајница за време радова изазивало је огромне саобраћајне колапсе. Рад је био изузетно напоран и било је потребно транспортовати хиљаде тона сувишне земље.
Осим ових мана, појавила се и једна значајнија. Наиме, будући да су сви тунели били на проближно истој малој дубини, усложњавањем система подземних линија остајало је све мање места за трасирање без пресецања постојећих линија. Ово би, наиме, учинило систем неефикасним јер би било потребно заустављати возове због укрштања. Решење је било у употреби треће димензије.
Овим се отвара нова етапа - изградња дубинских подземних линија.
Инжињери су користили релативно постојан слој глине у земљишту на дубини од приближно 20 метара. Посебне машине су коришћене за ископавање уских тунела (најчешће два паралелна на малом растојању) у које би онда били уметани челични прстенови и префабриковани челични или бетонски елементи. Одатле и потиче популаран и опште прихваћен назив – The Tube (због карактеристичног облика тунела). Овакав начин изградње је далеко бржи и не омета нормално одвијање саобраћаја.
Предуслов за стварање линија на оваквој дубини био је, наравно, и да се уместо парних возова користи алтернативан тип воза јер би вентилација такве количине гасова са те дубине била немогућа.
Прва дубинска линија била је дуга 5,2 километра и спајала је централни са јужнијим делом Лондона. Почетно је било планирано да по њој саобраћају возови вучени сајлама, међутим, на крају је одлучено у корист електричних возова. Овим свет добија своју прву електрификовану дубинску линију подземне железнице.

### Двадесети век
Двадесети век био је доба још већег процвата лондонске подземне. Отвара се низ нових линија а старе бивају електрификоване. Паралелно са развитком система, вршило се и укрупњавање појединачних компанија у једну заједничку (Underground Group) којој ће се до почетка Првог светског рата прикључити већина компанија. До 1933. формиран је Одбор за превоз путника у Лондону (ен. London Passenger Transport Board) који је настао спајањем свих компанија и који је под контролом имао не само метро, већ и аутобуске, трамвајске и тролејбуске линије престонице. Ова група је 1948. национализована.
За време Другог светског рата, лондонска подземна радила је смањеним капацитетом. Многе станице су постале склоништа а један недовршен тунел је чак претворен у привремену фабрику авиона.
Информатичка револуција са краја 20. века умногоме је изменила и изглед Лондонског метроа. Целом мрежом управља компјутеризована централа. Многе линије имају и већи или мањи степен аутоматизације. Тако, Викторија линија има потпуно аутоматизовано управљање над возовима помоћу АТО (Automatic Train Operation – Аутоматско Управљање Возом) система. Једина улога возача је да отвара и затвара врата и да у случају квара аутоматског система преузме контролу над возом.

### 7. јул 2005.
7. јул 2005. остаће запамћен као највећа трагедија у историји Лондонског метроа. У координираном нападу бомбаша самоубица на подземној су се десиле 3 експлозије у размаку од 50 секунди:
- прва експлозија десила се на Кружној линији између станица Улица Ливерпул (Liverpool Street) и Алдгејт (Aldgate). Погинуло је 7 људи и бомбаш.
- друга експлозија десила се такође на Кружној линији. Тај воз је тек напустио станицу Еџвер Роуд (Edgware Road). Тај део линије се састоји из два паралелна колосека у једном тунелу. У тренутку експлозије воз се налазио поред другог који је такође оштеђен. Погинуло је 6 људи и бомбаш.
- трећа експлозија десила се на Пикадили линији између станица Кингс Крос Ст. Панкрас и Расел Сквер. Експлозија се десила дубоко између станица у задњем делу воза. Ово је јако отежало спашавање и каснију санацију. Температуре у том делу тунела су биле око 60°C. Погинуло је 26 људи и бомбаш.

За разлику од прве две експлозије које су се одиграле у релативно широким тунелима Кружне линије трећа експлозија се одиграла у уским тунелима дубинских линија. Воз је био на дубини од 30 метара а тунел је таквих димензија да са сваке стране воза има тек 15 центиметара слободног простора. Због тога је снага експлозије била далеко сконцентрисанија те су и жртве биле далеко бројније. На бројност жртава утицала је и чињеница да су се експлозије одиграле за време јутарњег шпица.
У експлозијама је и повређено око 600 људи.
Иако остаје у сенци људских губитака, материјална штета које су експлозије проузроковале била је веома велика. Превоз подземном је обустављен до краја тог дана. Саобраћајни колапс који је уследио један је од највећих у историји Лондона. Неколико месеци после напада саобраћај у подземној се није одвијао нормално.
Пре ових експлозија две најпогубније несреће у подземној биле су она на Северној линији из 1975. и пожар на Кингс Крос станици из 1987. Ниједна није била намерно изазвана.

## Линије
Лондонски метро има укупно 12 линија укупне дужине 408 километара од којих се неке завршавају и ван подручја Ширег Лондона.

### Четири шине
На свим линијама у употреби је систем четири шине. Две шине су конвенционалне и преко њих се воз креће док су две под напоном. Лондонски метро је један од малобројних сличних система који користи четири шине. Кроз једну шину под напоном, постављену са стране од основне две, тече напон од 420 V, док кроз другу, постављену централно између основно две, тече напон од -210 V. Укупна резултујућа разлика потенцијала је 620 V. Предности оваквог система су бројне али је он првенствено развијен јер је већина дубинских тунела у великој мери од челика коме би систем три шине наносио штету путем електричног удара или електролизом.

### Типови линија
Разликују се два основна типа линија: дубинске и подповршинске. Прве су релативно новијег датума, користе веома уске тунеле (пречника око 3,6 метара) на дубини од око 20 метара. Највећа дубина на којој тренутно постоји линија је на једном сегменту северне линије и износи чак 67,4 метара испод земље. Џубили линија има сегменат са највећом депресијом – налази се 32 метра испод нивоа мора. Подповршинске линије су најстарије, грађене су “cut-and-cover” методом и налазе се око 5 метара испод површине. Тунели су обично широки и у једном тунелу се најчешће налазе два колосека за супротне смерове.
Готово све линије пре или касније излазе на површину. Изузетак су Викторија и Вотерлу и Сити линије. Прва је (осим депоа) потпуно под земљом док друга, будући да је веома кратка и целом дужином испод густо изграђеног централног Лондона, заправо и не може да изађе на површину. Све друге линије су ван централног Лондона изграђене на површини.
Укупно 45% дужине свих линија је у тунелима.
| Назив линије     | Боја означавања | Тип           | Датум отварања првог сегмента | Дужина | Број станица | Милиона путника годишње |
| Бејкерлу         | Браон           | Дубинска      | 10. март 1906.                | 23,2   | 25           | 95,947                  |
| Викторија        | Светлоплава     | Дубинска      | 1968.                         | 21     | 16           | 161,319                 |
| Вотерлу и Сити   | Тиркизна        | Дубинска      | 1898.                         | 2,4    | 2            | 9,616                   |
| Дистрикт         | Зелена          | Подповршинска | 24. децембар 1868.            | 64     | 60           | 172,879                 |
| Кружна           | Жута            | Подповршинска | 1884.(1868)                   | 22,5   | 27           | 68,485                  |
| Метрополитан     | Љубичаста       | Подповршинска | 1868.                         | 66,7   | 34           | 53,697                  |
| Пикадили         | Тамноплава      | Дубинска      | 15. децембар 1906.            | 71     | 52           | 176,177                 |
| Северна          | Црна            | Дубинска      | 1890.                         | 58     | 50           | 206,734                 |
| Хемерсмит и Сити | Розе            | Подповршинска | 1864.                         | 26,5   | 28           | 45,845                  |
| Централна        | Црвена          | Дубинска      | 30. јул 1900.                 | 74     | 49           | 183,512                 |
| Џубили           | Сребрна         | Дубинска      | 1. мај 1979.                  | 36,2   | 27           | 127,584                 |

### Везе са другим превозним средствима
Лондонски метро је изузетно функционалан тренспортни систем. Велики број линија има везе са конвенционалном железницом уз минимално преседање. Piccadilly линија пружа везу са лондонским аеродромом Хитроу. Низ линија опслужује станицу Waterloo одакле (за сада, до завршетка радова на St Pancras станици) полазе међународни Eurostar возови. Метро пружа везу и са DLR-ом (Docklands Light Railway), системом лаког метроа који првенствено повезује источни Лондон.

## Станице
Лондонски метро има укупно 275 станица. Четрнаест се налази ван М25 прстена, опште-прихваћене границе Ширег Лондона. Већина станица у централном Лондону је испод земље тако да све станице укупно имају чак 412 покретних степеница. Оне се наменски праве за сваку појединачну станицу и на сваки сат, свака од њих превезе приближно 13.000 људи. Најдубља станица је Hampstead на 58,5 метара испод земље.
Посебно су интересантне станице на проширењима Џубили линије у чијем дизајнирању су учествовали тимови најпознатијих светских архитеката. Те станице су добиле низ признања за дизајн. За проширење линије и данашњи изглед станица потрошено је 3,5 милијарди фунти (око 5,3 милијарди евра). Све станице на овој линији су доступне особама са инвалидитетима.

## Тарифни систем
Шири Лондон је, у смислу јавног саобраћаја, подељен у 6 зона на основу којих се формира цена превоза. Зона 1 је најцентралнија, док зона 6 обухвата најшире делове града, укључујући аеродром Хитроу. Станице на Метрополитан линији изван ширег Лондона припадају зонама 7 - 9.
Карте се могу купити на шалтерима, од којих су неки отворени само одређено време, док се машине за издавање карти могу користити цео дан. Неке машине које продају ограничени број типова карти прихватају само новчиће док друге, тач-скрин машине, прихватају и новчиће и папирни новац, и обично враћају кусур. Ове машине такође прихватају и најважније кредитне и дебитне картице.
У скорије време, TfL је увео Ојстер картицу, електронску картицу са уграђеним чипом, коју путници купују, додају на њу кредит и користе је за плаћање путовања. Може се користити на метроу, аутобусима, трамвајима и DLR-у. Плаћање Ојстер картицом је јефтиније него куповина папирних карти или старих показних карти (тзв. Тревелкард - en. Travelcard); та разлика у цени постоји и да би корисници све више користили Ојстер картицу. Ојстер картица се може користити и на Националној Железници, али само у Лондону.
За туристе и друге посетиоце којима није потребно да путују у јутарњем шпицу, целодневне показне карте су најбоља опција. Могу се купити у свим станицама метроа. Коштају око 5.50 фунти и користе се за путовање од 9:30 ујутру. Коришћење показне карте је огромна уштеда, с обзиром на то да обична карта може да кошта и до 5 фунти. Могуће је купити и показну карту за више дана.
Интересантна је и чињеница да су прве аутоматске машине за издавање карти биле у употреби већ 1908. године.
У случају непоседовања карте изриче се казна од 20 фунти.

## Будућност
До 2030. за унапређење Лондонског метроа планирано је 16 милијарди фунти. Велики део ове суме ће бити потрошен на подмлађивање возног парка, уградњу нове сигнализације и одговарајуће екстензије пробраних линија. Многи од ових планова су у великој мери повезани са припремама за Олимпијске игре 2012. које ће бити одржане у Лондону.
Велики проблем метроа су високе летње температуре. Због скучености простора у дубинским тунелима немогуће је на постојеће вагоне уградити јединице за климатизацију. До 2009. ће на подповршинске линије почети увођење нових возова са интегрисаном климатизацијом. Ово ће умногоме побољшати квалитет и удобност путовања.
Планиран је и низ екстензија постојећих линија. У току је изградња станице која ће опслуживати Терминал 5 аеродрома Хитроу и одговарајуће продуживање Пикадили линије.
У току су припреме за продужење Источнолондонске линије како према северу тако и према југу.